# Benicolet
Benicolet ist eine Gemeinde mit 605 Einwohnern (Stand: 2024) in der spanischen Provinz Valencia. Sie befindet sich in der Comarca Vall d’Albaida. 

## Geografie
Benicolet liegt etwa 58 Kilometer südlich von Valencia in einer Höhe von ca. 240 m. Im Gemeindegebiet befindet sich der Aeroclub Balica. 

## Demografie
| 1930 | 1950 | 1970 | 1981 | 1991 | 2001 | 2011 | 2021 |
| ---- | ---- | ---- | ---- | ---- | ---- | ---- | ---- |
| 546  | 553  | 522  | 479  | 494  | 500  | 639  | 587  |

## Sehenswürdigkeiten
- Johannes-der-Täufer-Kirche (Iglesia de San Juan Bautista)

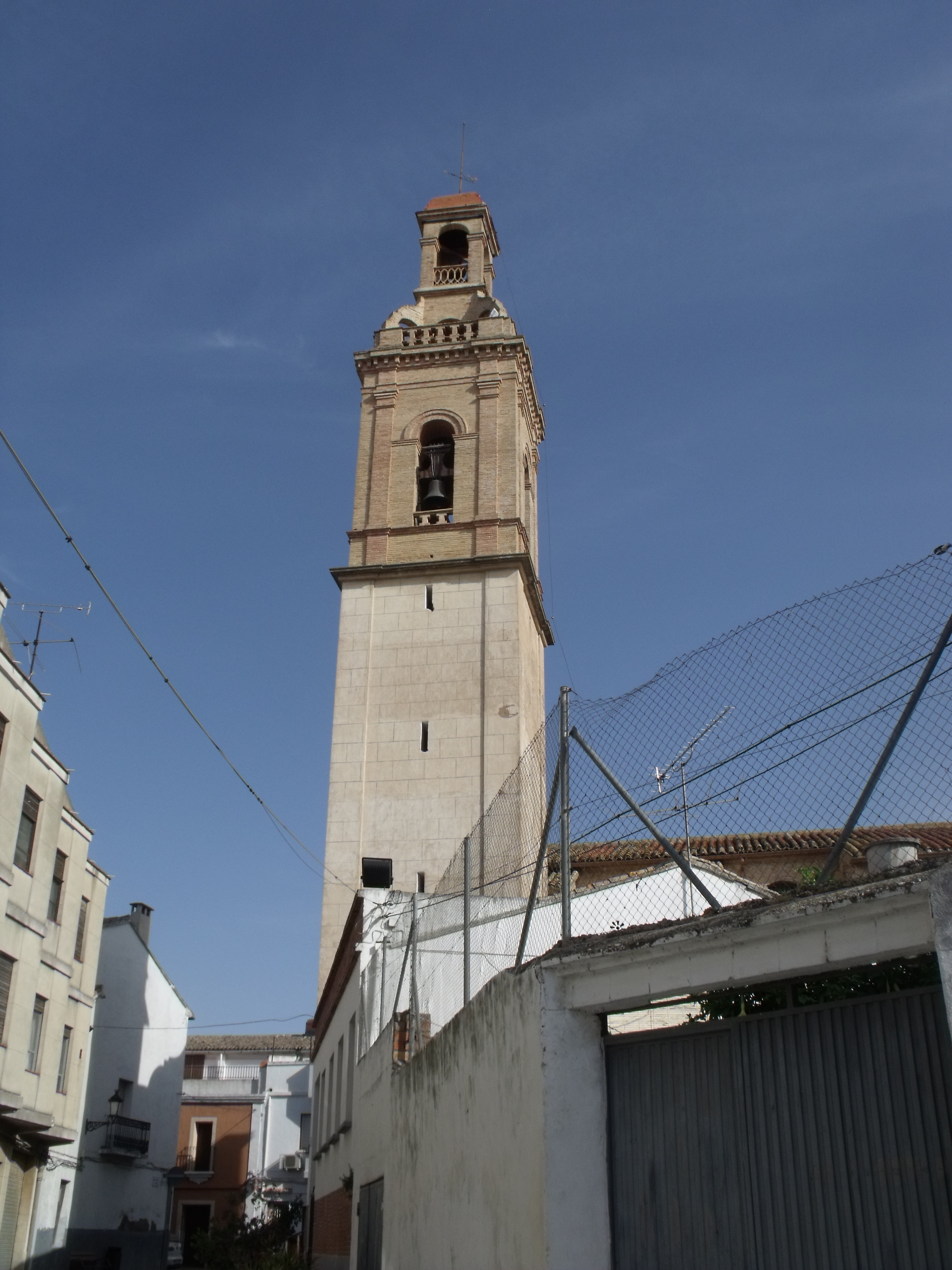
Johannes-der-Täufer-Kirche
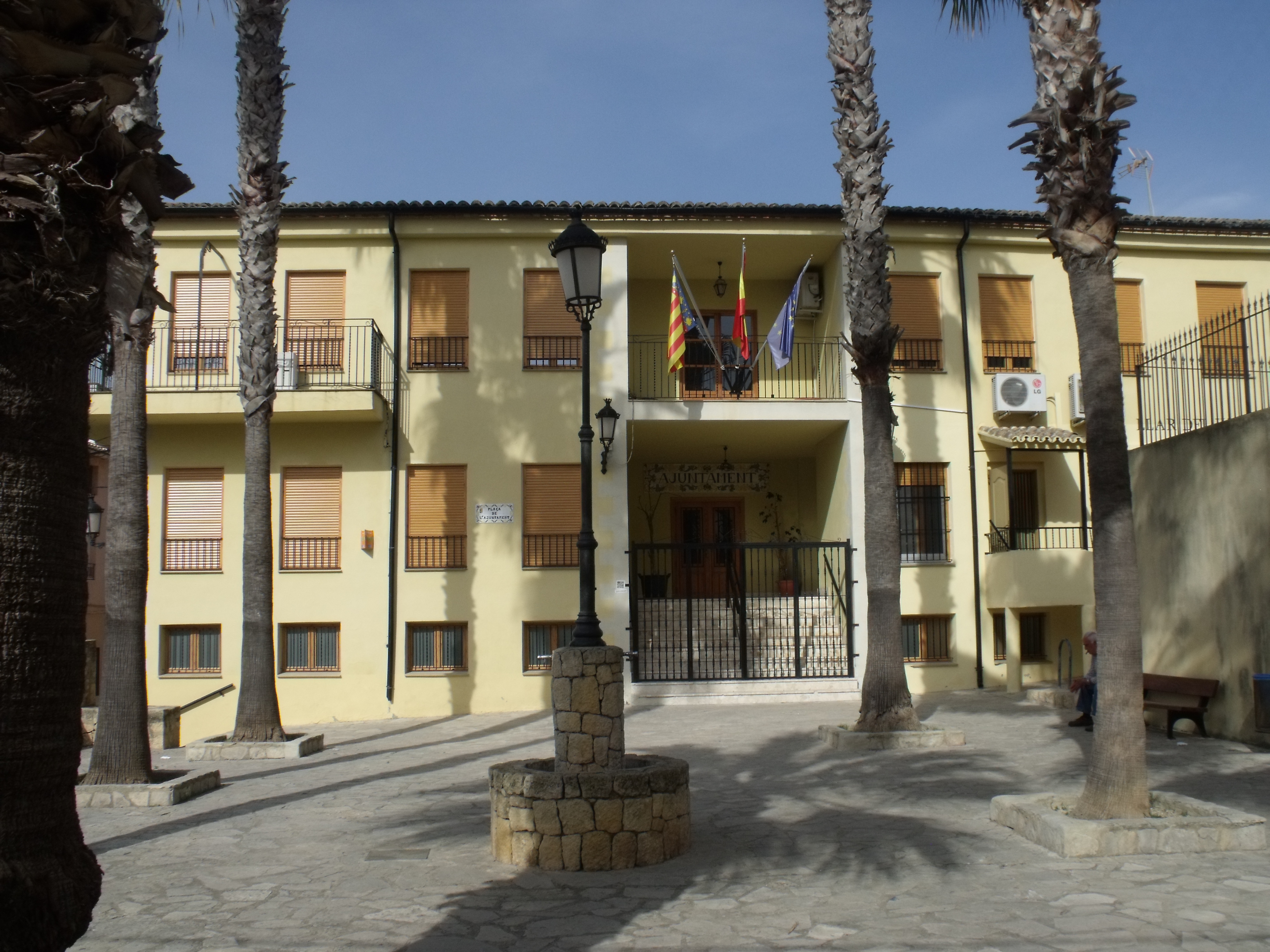
Rathaus